# Ornithocephalus gladiatus
Ornithocephalus gladiatus är en orkidéart som beskrevs av William Jackson Hooker. Ornithocephalus gladiatus ingår i släktet Ornithocephalus och familjen orkidéer. Inga underarter finns listade i Catalogue of Life.

## Bildgalleri

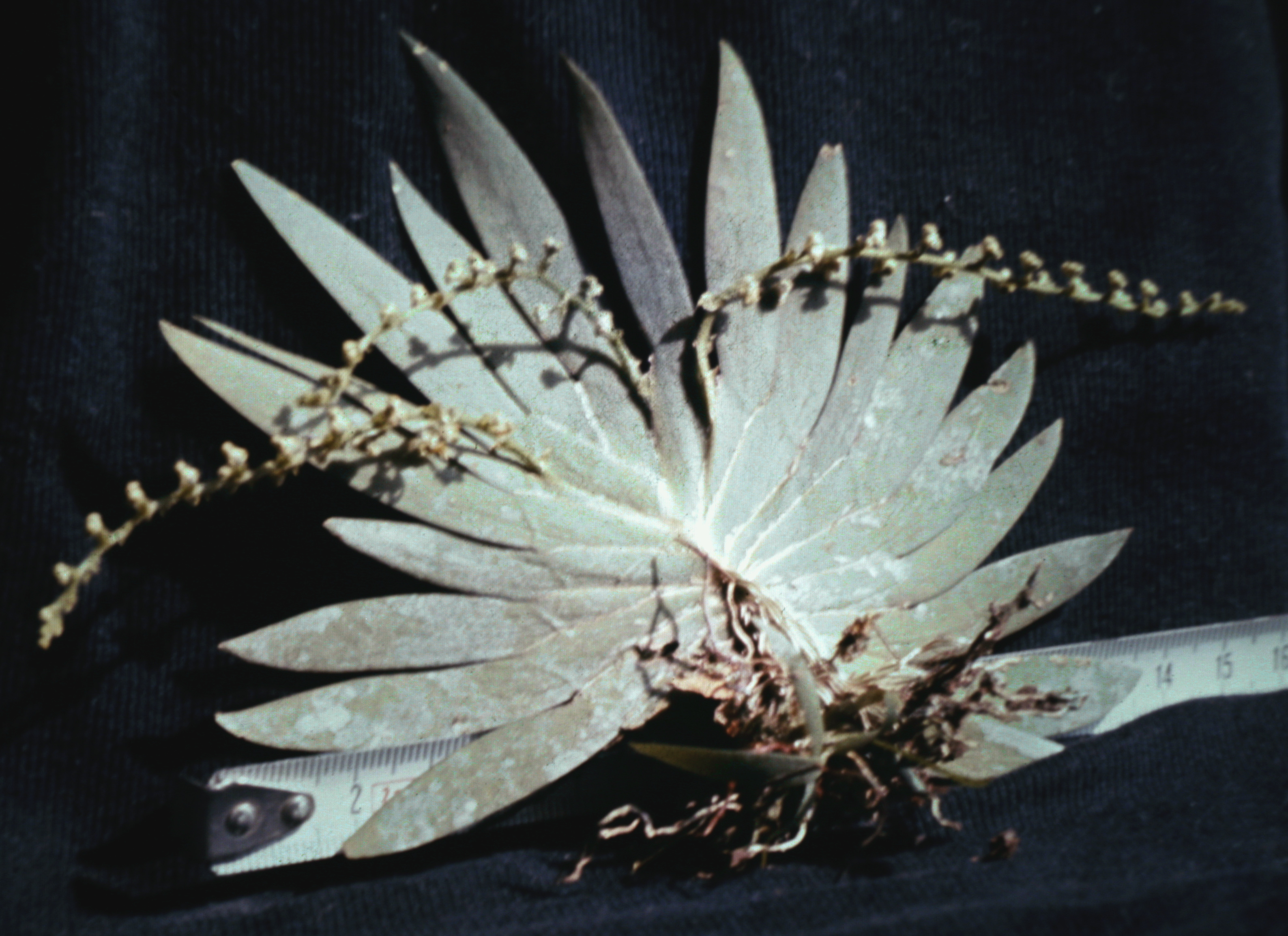
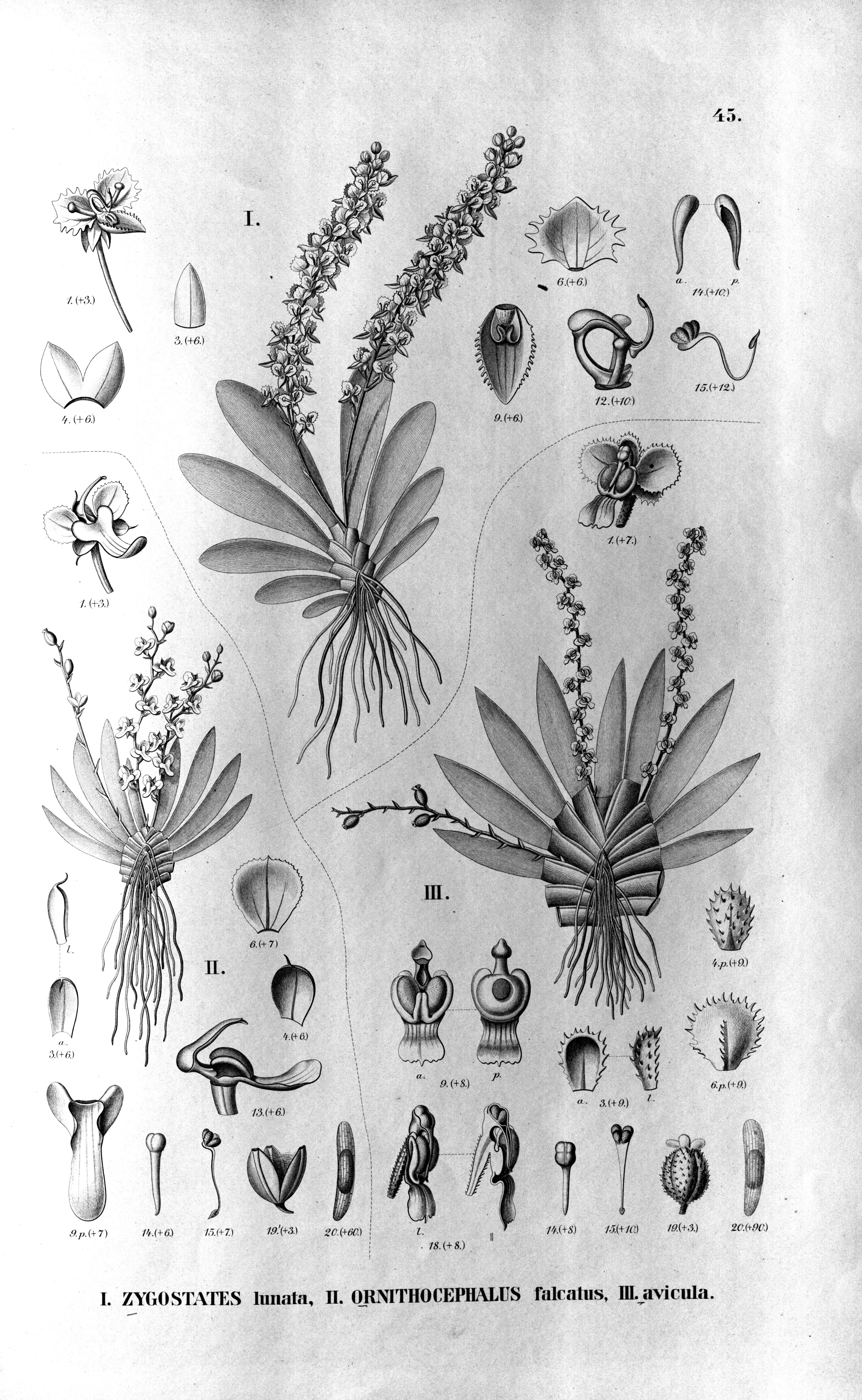
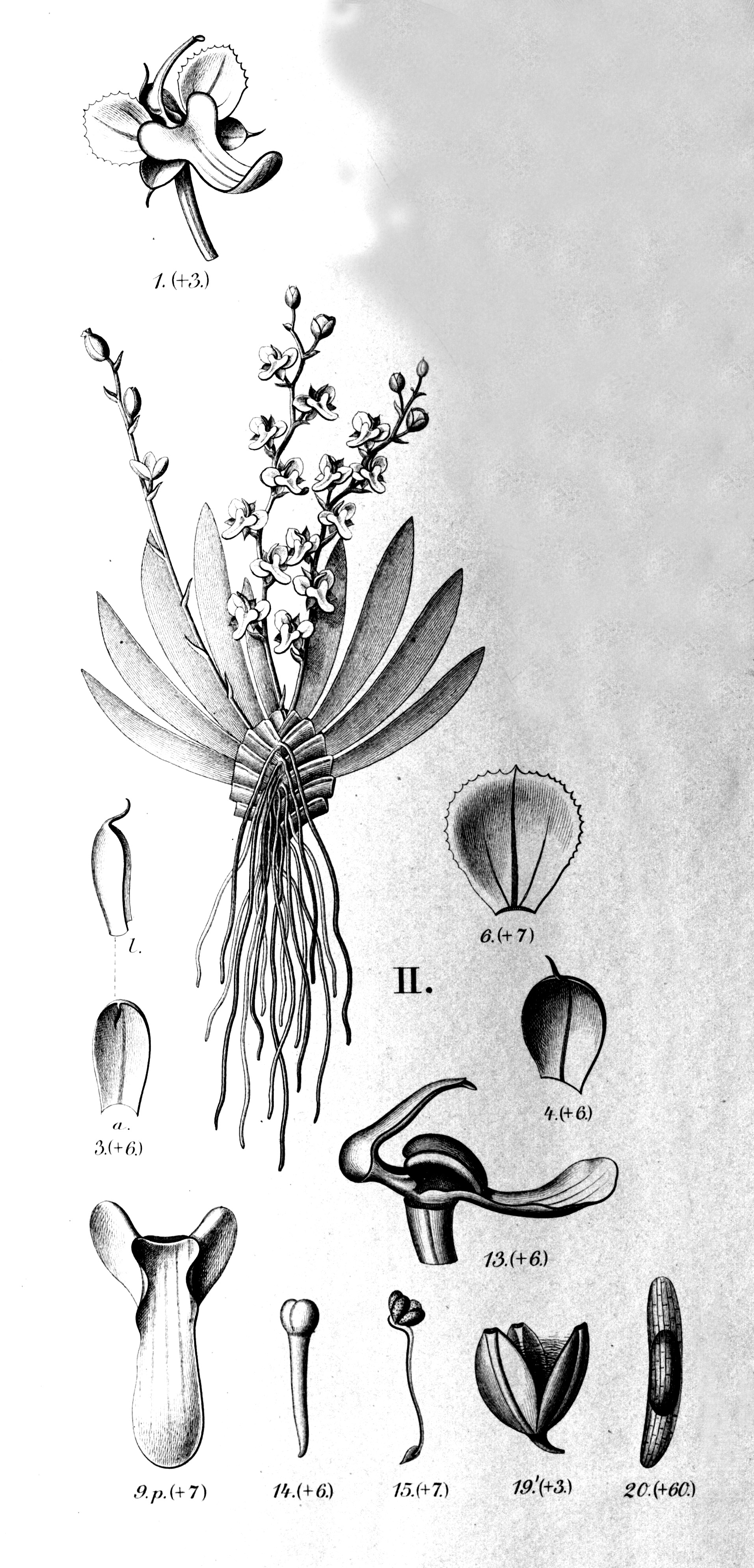